# Harriet (tartaruga)

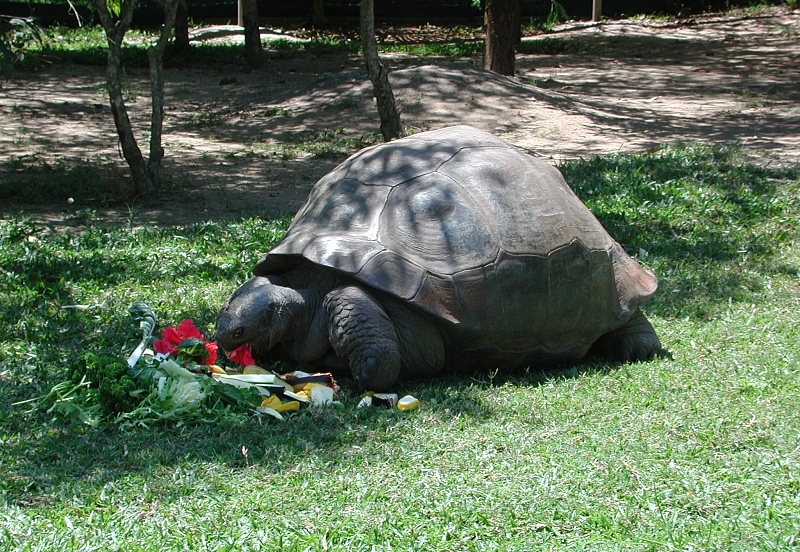
Harriet nel 2002

Harriet (Galápagos, 1830 circa – Brisbane, 23 giugno 2006) era una tartaruga delle Galápagos (Geochelone nigra porteri) che aveva un'età stimata di 176 anni nel momento della sua morte, che l'ha resa uno degli animali più vecchi del mondo.
Era chiamata la "Tartaruga di Darwin" poiché si pensava in principio che Harriet fosse stata catturata da Charles Darwin nel 1835 nelle Isole Galápagos. Dato che all'epoca la tartaruga non era più grossa di un piatto da portata, fu stimato che avesse circa sei anni. Alcuni studiosi dubitano della veridicità dell'aneddotto su Darwin, visto che l'isola in cui vive tale sottospecie non è stata visitata dallo scienziato.
Per più di un secolo, Harriet fu considerata un maschio e dunque chiamata Harry.
Ha vissuto per 99 anni ai City Botanic Gardens di Brisbane, in Australia, ma in seguito fu trasferita all'Australia Zoo dove è rimasta per il resto della sua vita.
Il 5 novembre 2005, all'Australia Zoo, è stato festeggiato il suo centosettantacinquesimo compleanno.
È morta nel suo recinto il 23 giugno 2006 per un'insufficienza cardiaca dopo una breve malattia.
Il 4 ottobre 2019 il suo record mondiale di longevità viene battuto dalla tartaruga sacra di nome Alagba, deceduta a 344 anni.